# Top 100 Brasil
Top 100 Brasil, anteriormente Brasil Hot 100 Airplay, é uma tabela musical publicada semanalmente pela Crowley Broadcast Analysis. A tabela foi lançada em 2009 junto com o lançamento da revista Billboard Brasil, inicialmente em publicação mensal. A lista compreende as cem canções mais executadas em estações de rádio do Brasil a partir de dados recolhidos pela Crowley, que são formulados pela grade de cidades da companhia.

## Apuração
Na primeira edição da revista, de outubro de 2009, eram avaliadas as programações de São Paulo, Rio de Janeiro, Campinas, Ribeirão Preto, Brasília, Belo Horizonte, Curitiba, Porto Alegre, Recife e Salvador; até sua edição mais atual, estão incluídas também Florianópolis, Fortaleza, Goiânia e as do Triângulo Mineiro, além do Vale do Paraíba. A apuração é feita pela CBA de segunda a sexta-feira, das 7h às 19h, e concece com exclusividade à Billboard Brasil o número total de execuções no período do mês indicado. Exemplo:
- 19 de janeiro: começa a contagem de execuções;
- 18 de fevereiro: termina a contagem de execuções;
- Edição de março: é publicada a lista referente ao mês de fevereiro.[2]

A Brasil Hot 100 Airplay é composta por faixas de repertório nacional e internacional, de variados gêneros e nos formatos originais, ao vivo e em remix. A primeira música a atingir o topo da tabela é "Halo", de Beyoncé", em agosto de 2009.
A partir de Abril de 2014, a Billboard brasileira começou publicar em seu site brasileiro, um Hot 100 semanal, assim como é, e sempre foi realizado no site e revista da Billboard em outros países, assim como a Billboard norte-americana.  Em 2018, a Crowley lança seu próprio site para divulgar a tabela. Com o fim das atividades da Billboard Brasil, em janeiro de 2019, o Crowley Charts passou a ser o único a divulgar a tabela.